# Aramis Álvarez Pedraza
Aramis Álvarez Pedraza (* 27. Juli 1988 in Santa Clara) ist ein kubanischer Schachmeister.
Seine Elo-Zahl beträgt 2465 (Stand: September 2016), damit liegt er auf dem 20. Platz der kubanischen Elo-Rangliste. Seine höchste Elo-Zahl war 2565 im November 2011. Seit März 2008 ist Pedraza Internationaler Meister. Von 2008 bis 2010 hat er sich auf Turnieren in Spanien drei Großmeisternormen erspielt, so dass er den Titel im Oktober 2010 entgegennehmen konnte.